# KHangMan
KHangMan és una eina per l'aprenentatge d'idiomes basada en joc del penjat per a l'escriptori KDE. Forma part del paquet Kdeedu. Està dirigida a nens i nenes a partir de sis anys.
KHangMan es divideix en quatre nivells de dificultat (noms d'animals, fàcil, mig i difícil). En el nivell d'animals solament es mostren, òbviament, noms d'animals, i en el fàcil paraules relacionades amb la vida quotidiana (adequats per a nens i nenes de 6 a 9 anys). Al nivell mitjà les paraules ja comencen a ser més llargues i difícils (per a nois i noies de + de 9 anys). En el nivell difícil les paraules són complicades i poc conegudes, difícil inclús per a persones adultes.
El programa escull una paraula aleatòriament, ens mostra les lletres que conté la paraula amb el símbol de subratllat i hem d'endevinar aquesta paraula provant una lletra rere d'altra. Si polsem una lletra equivocada es va dibuixant la imatge del penjat, no us heu de preocupar pels nens doncs en el cas de KHangMan es mostra la del logo de KDE, i hem d'aconseguir endevinar la paraula abans que el pengin. En total disposem de deu intents per aconseguir-lo.
L'idioma amb què s'inicia per defecte el KHangMan el per primer cop que el fem servir és l'anglès, encara que el podem canviar per un altre (disposa de fins a 24 idiomes diferents, encara que podem afegir de nous), així com la seva aparença (mar o desert) i la dificultat.
S'ha de tenir en compte que totes les paraules que ens mostra són substantius, no existeixen verbs, adjectius, etc.